# Portrait d'une femme noire (Bilińska-Bohdanowicz)
Ne doit pas être confondu avec Portrait d'une femme noire, tableau de Marie-Guillemine Benoist de 1800.
Pour les articles homonymes, voir Négresse.
Portrait d'une femme noire ou Négresse (en polonais : Murzynka) est une peinture à l'huile sur toile réalisée en 1884 par l'artiste polonaise Anna Bilińska-Bohdanowicz.
Le tableau a été volé pendant la Seconde Guerre mondiale, avant d'être retrouvé en 2011 puis à nouveau exposé l'année suivante.

## Description
La peinture à l'huile a été réalisée en 1884 à Paris, lors d'une session de peinture de portrait à l'Académie Julian, où Anna Bilińska-Bohdanowicz étudiait alors. Il s'agit d'un portrait d'une femme noire  sur un arrière-plan clair. Elle est représentée en buste, vêtue d'une robe blanche, mais est en partie nue, exposant un sein — l'attention du spectateur est d'ailleurs immédiatement attirée par la peau radieuse et soyeuse ainsi que la poitrine nue du sujet. Elle porte un collier en or et un foulard rouge. Son regard absent est dirigé vers l'espace au-dessus de la tête du spectateur. L'expression de son visage est intrigante : elle semble gênée, embarrassée, et est représentée en ce sens de manière très réaliste, sans idéalisation.
Ce type de peinture d'une personne exotique était un sujet populaire à la fin du XIXe siècle, avec notamment l'orientalisme. La toile est signée dans le coin supérieur droit avec le nom de famille de la peintre et la date de création.
Si certains historiens de l'art considèrent que Bilińska étudie là un problème social de son temps, on a d'elle un commentaire dans son journal :

« Je voudrais présenter dans les différentes étapes de la vie. [...] Les devoirs d'une femme, son rôle dans la famille et la société. Je ne sais pas si cela peut avoir une influence, mais si je réussissais à aider au moins une femme qui se trouvât face à ce dilemme, pour lui montrer le chemin, j'en serais extrêmement heureuse. [...] On dit que l'art existe pour lui-même. Je suis d'un avis légèrement différent. [...] pourquoi l'art devrait-il être ainsi égoïste ? »

## Histoire
Le tableau appartenait à l'origine au collectionneur Dominik Witke-Jeżewski, qui a déposé la toile au Musée national de Varsovie en 1933.
En 1939, le tableau a été acheté par le Musée pour 700 złotys. Pendant la Seconde Guerre mondiale, le tableau a été volé dans des circonstances inconnues puis recherché depuis la fin de la guerre par les Polonais.
En 2011, le tableau est apparu lors d'une vente aux enchères en Allemagne. Il a été retrouvé grâce aux efforts du ministère de la Culture et du Patrimoine national et au soutien de la Fondation Kronenberg de la Citi Handlowy Bank. Depuis 2012, le tableau est à nouveau exposé au Musée national de Varsovie.

## Expositions notables
- Utracone-Odzyskane, A. Bilinska-Bohdanowiczowa - Murzynka, 2016 (Pologne)[4].
- Pologne 1840-1918 : peintre l'âme d'une nation, Musée du Louvre-Lens, 2019 (France)[1].